# 호법신

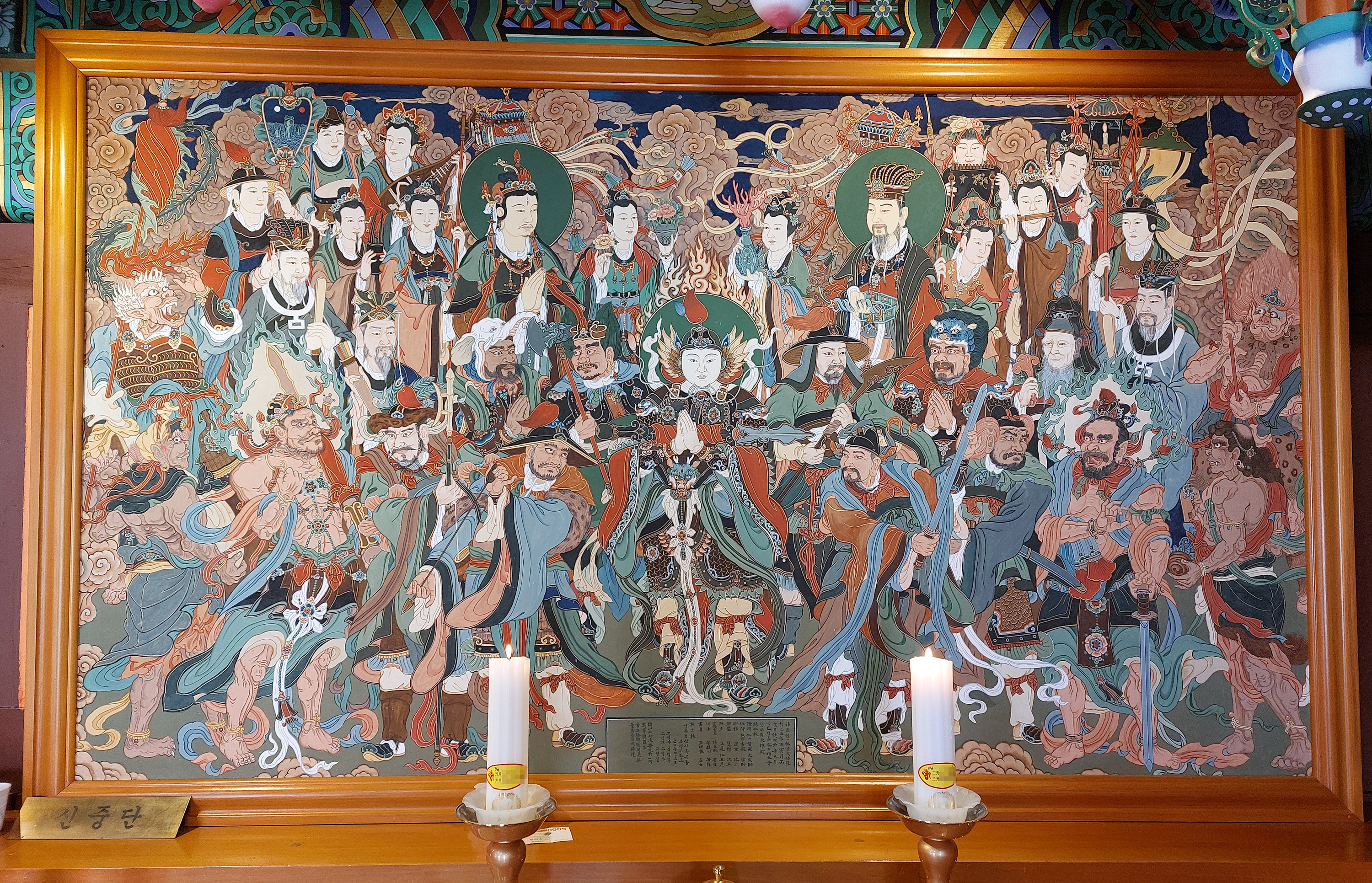
팔공산 선본사 대웅전 신중탱화

호법신(護法神, 산스크리트어: धर्मपाल 다르마팔라)은 불교에서 불법을 수호하는 신이다. 호법신장(護法神將) 또는 신장(神將)으로도 부르며, 호법신이 무리로 있으면 "무리 중(衆)"자를 써서 호법신중(護法神衆) 또는 신중(神衆)이라고 부른다. 화엄성중(華嚴聖衆)이라는 말도 많이 쓰이는데, 화엄경에 등장하는 성스러운 호법신들의 무리라는 뜻이다. 보통 대웅전 한쪽 편에 있는 신중탱화가 화엄성중을 그린 것이다. 보통 무서운 얼굴과 무기를 들고 있는 모습이다.
화엄성중은 아직 깨달음을 얻지 못하였지만, 부처님께 귀의하여 불법을 수호하고, 불자를 보호하는 착한 신이다. 그래서 호법선신(護法善神)이라고도 한다. 흔히 아는 사천왕, 제석천, 범천, 산신, 용왕 등등이 모두 포함된다.
부처가 대통령, 보살이 장관이라고 하면, 화엄성중은 실무 공무원에 비유할 수가 있다고 한다. 그만큼 기도가 빨리 이뤄진다고 한다.
화엄성중이라는 뜻은 화엄경에 나오시는 성스러운 신들이라는 뜻이다. 신중을 좀 더 높여 부를 때, 화엄성중이라고 한다.
사찰에서는 음력 1일~3일에 신중기도(화엄성중 기도)를 한다. 신중기도를 할 때, 화엄경 약찬게를 꼭 외운다. 보통은 예불문을 하고 난 뒤, 반야심경을 외울 때 신중탱화를 쳐다보면서 한다.
여러가지 이름으로 불린다. 호법신장, 호법신중, 신중, 신장, 화엄신장 등이다.

## 급수
다음과 같다.
- 제1급 : 욕색제천중(천주)
- 제2급 : 팔부신장들
- 제3급 : 조왕신, 용왕신, 산신, 토지신, 가람신 등

## 같이 보기
- 금강역사
- 위타천
- 금강수